# Зал Бутей

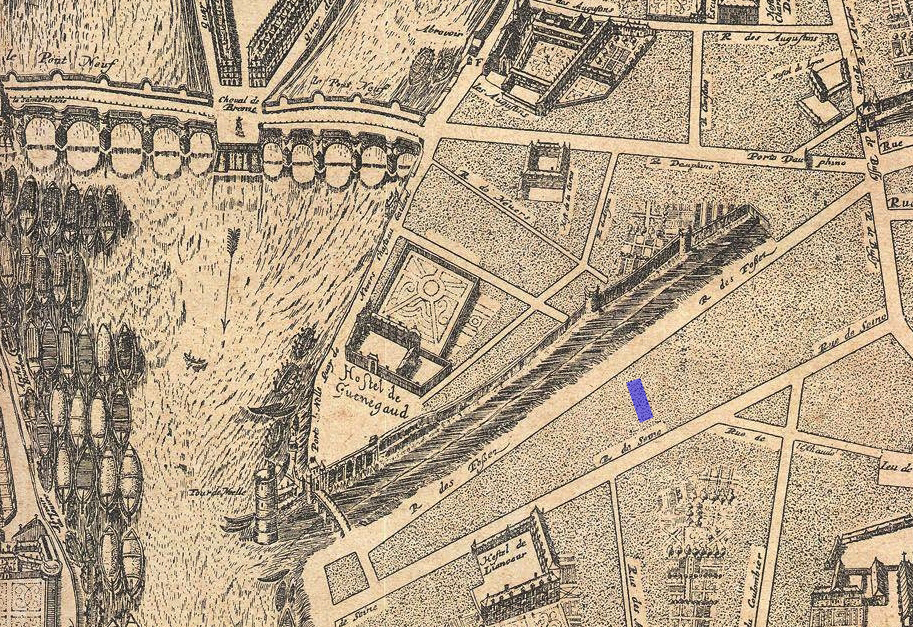
Будущее местоположение зала Бутей отмечено синим цветом на карте Гомбу 1652 года

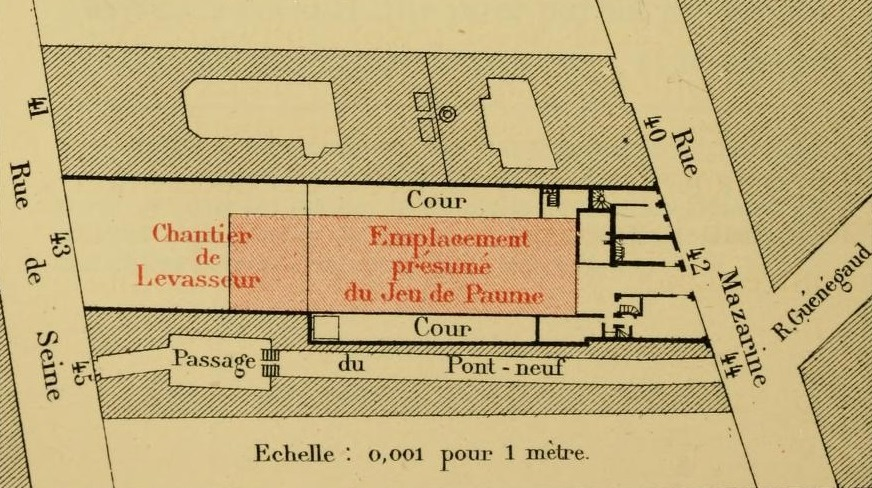
Предполагаемый план театра возле пассажа Пон-Неф (1886)

Зал Бутей (фр. Salle de la Bouteille) или Зал для игры в мяч Бутей (фр. Salle du Jeu de Paume de la Bouteille), впоследствии известный как Отель [де] Генего (фр. Hôtel [de] Guénégaud) или Театр Генего (фр. Guénégaud Theatre), — театр, появившийся в 1671 году и располагавшийся в Париже, между улицей Сен и улицей Фоссе-де-Несль (ныне 42-я улица Мазарин, на пересечении с улицей Жака Калло). Он находился напротив улицы Генего, которая проходила за садом особняка, ранее известного как Отель де Генего на набережной Невер. Театр стал первой резиденцией Парижской оперы, а в 1680 году стал первым театром Комеди Франсез. Он был закрыт в 1689 году, а позже частично снесён и реконструирован для использования в других целях.

## История
Первоначально будучи крытой площадкой для игры в мяч (жё-де-пом) зал Бутей был преобразован в театр, который был открыт в 1671 году в качестве первой резиденции Академии оперы (фр. Académie d’Opéra) Пьера Перрена (нынешняя Парижская национальная опера). Первая французская опера, пастораль «Помона» Робера Камбера на либретто Перрена, впервые была поставлена на его сцене 3 марта того же года. Вторая опера, «Горести и любовные утехи» Камбера на либретто Габриэля Жильбера, была исполнена в 1672 году. 13 марта 1672 года суперинтендант королевской музыки Жан-Батист Люлли, приобретший права Перрена на постановки опер, переименовал его компанию в Королевскую академию музыки (фр. Académie Royale de Musique), хотя она также продолжала называться и оперой. Из-за юридических трудностей Люлли не мог использовать зал Бутей, и переместил предприятие в театр, оборудованный итальянским сценографом Карло Вигарани в зале Бель-Эр на улице Вожирар.
В 1673 году, после смерти Мольера, в зале Бутей разместился театр Генего, сформированный из остатков труппы Мольера и актёров из театра Марэ.
В 1680 году после объединения с труппой, покинувшей Бургундский отель, театр стал известен как Комеди Франсез и продолжил давать представления в Генего до 1689 года, когда перебрался на новое место.